# Bonang
El bonang és un instrument musical utilitzat en el gamelan javanès. És conjunt de petits gongs (que recorden a cassoles) col·locats horitzontalment sobre cordes en un marc de fusta (rancak), d'una o dues files d'ample. Cada gong té una protuberància central però, al voltant d'aquesta, els més greus tenen la superfície aplanada, mentre que els aguts la tenen més arquejada. Cadascun està afinat en un to específic, seguint un sistema concret d'afinació, i hi ha bonang per a cadascun d'aquests: pelog i slendro. En general es colpegen amb baquetes encoixinades (tabuh). El mateix passa amb altres gongs del gamelan, el ketuk, el kempyang i el kenong.
El bonang pot estar fet de bronze forjat, ferro soldat i forjat en fred, o d'una barreja de metalls. A més dels que tenen forma de gong, hi ha bonangs més econòmics fets de ferro forjat en fred o plaques de llautó amb els caps elevats, que es troben sovint en gamelans de pobles, en gamelans d'estil Suriname i en alguns gamelans americans.

## Varietats
Al gamelan típic de Java central s'hi troben tres tipus:
- El bonang panerus és el més alt dels tres, i utilitza les cassoles més petites. Cobreix generalment dues octaves (de vegades més en els instruments slendro d'estil solonès), cobrint aproximadament el mateix registre que el saron i el peking combinats. Toca els ritmes més ràpids de tot el bonang, ja sigui de forma intercalada o tocant al doble de la velocitat del bonang barung.

- El bonang barung està afinat una octava per sota del bonang panerus, i també cobreix generalment dues octaves, aproximadament el mateix rang que el demung i el saron combinats. Aquest és un dels instruments més importants del conjunt, ja que orienta a altres músics del gamelan.

- El bonang panembung és el més greu. És més comú en el gamelan d'estil yogyanès, cobrint aproximadament el mateix rang que el slenthem i demung combinats. Quan el trobem al gamelan d'estil Solonès, pot tenir només una fila de sis o set cassoles (slendro) sonant en el mateix registre que el slenthem. Està reservat per al repertori més auster, típicament tocant una melodia relacionada amb el balungan.

 Les parts tocades pel bonang barung i el bonang panerus són més complexes que les de molts instruments en el gamelan; per tant es considera un instrument d'elaboració. De vegades toca melodies basades en el balungan, encara que generalment modificades de forma senzilla. No obstant això, també pot tocar patrons més complexos, obtinguts mitjançant la combinació de patrons del barung i del panerus, com l'alternança de parts entrellaçades (imbal) i la intercalació de patrons melòdics ornamentals (sekaran).
Al gamelan de tipus sondanès hi trobem el kolenang, un bonang amb una única fila de cassoles està disposat en forma de "V" o d'"U", un instrument melòdic principal en el gamelan degung.

El bonang és similar al reyong balinès i al kulintang d'una sola fila del sud de les Filipines i Borneo.